# Graellsia hederifolia
Graellsia hederifolia là một loài thực vật có hoa trong họ Cải. Loài này được (Coss.) R.D.Hyam & Jury mô tả khoa học đầu tiên năm 1990.